# Catedral de Marsella
La basílica catedral de Santa María la Mayor o la Mayor a secas (en francés: Cathédrale Sainte-Marie-Majeure de Marseille) pero más conocida en Marsella como La Major, del occitano) es la Catedral de Marsella (Bocas del Ródano). Se trata de un imponente edificio, único en su género en Francia, que evoca el Oriente por su estilo románico-bizantino.
Fue construida, según los planos del arquitecto Léon Vaudoyer, en la segunda mitad del siglo XIX (entre 1852 y 1893) durante una época de gran crecimiento económico, social y demográfico para la ciudad. Siendo así coetáneo de magníficas construcciones como la estación Saint-Charles (1848), el Palacio de la Bourse (1852), el Palacio Longchamp (1862), el Palacio del Pharo (1854) y la basílica Notre-Dame de la Garde (1864).
La catedral de la Mayor se yergue sobre una explanada, fuera del centro de la ciudad, entre el Vieux-Port y el "nuevo" puerto comercial, cerca del distrito de la Joliette y del Fuerte Saint-Jean. Su arquitectura grandiosa y su decoración interior en mármol y pórfido le dan un aspecto llamativo y distinto de la mayoría de construcciones religiosas.
Fue designada basílica menor por León XIII el 24 de enero de 1896.
Está clasificada como Monumento histórico de Francia desde el 9 de agosto de 1906.

## Historia
El lugar en el que está erigida viene albergando edificios religiosos desde el siglo V. En el momento de la construcción la actual catedral conocida como « la nueva Mayor » se edificó ocupando parte del terreno que pertenecía a la antigua catedral románica « la vieja Mayor ». Pero al excavar sus cimientos se revelaron además restos de la existencia de una iglesia paleocristiana y un baptisterio sobre el mismo lugar. Estaríamos ante « la Mayor primitiva» y podríamos así hablar de Catedrales, en plural, de la Mayor.

### La catedral primitiva
Poco queda de la Mayor primitiva. Durante la construcción de la nueva Mayor en el siglo XIX se encontraron fragmentos de suelos con mosaico y el antiguo baptisterio. Todo ello desapareció con las obras quedando solo la descripción que en el momento hizo 
F. Roustan. Excavaciones más recientes dirigidas por F. Paone dieron con más fragmentos de mosaico en el último tramo de la nave conservado, así como algunos fragmentos de muro de una piedra rosa calcárea similar a la utilizada para la catedral romana. Comparando estos descubrimientos con los del siglo XIX puede deducirse que la catedral primitiva tendría unos 60 m de largo y entre 26 y 34 m de ancho.
Durante la época carolingia tuvo lugar una restauración de la que se conservan adornos esculpidos con motivos entrelazados. Más tarde, en pleno siglo XI el obispo Pons Ier hace reconstruir el ábside utilizando para ello piedra calcárea blanca lo que nos permite distinguirlo fácilmente de construcciones de otras épocas.

### La vieja Mayor

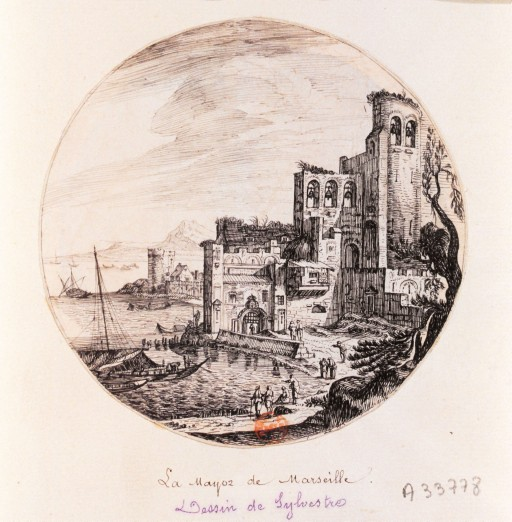
La Vieja Mayor en el.

La catedral fue completamente reconstruida en el siglo XII con piedra rosa de las cercanas canteras de La Couronne. Constituyó en su momento uno de los mejores ejemplos de arquitectura románica provenzal, siguiendo una planta de cruz latina con un ábside para el coro, varios absidiolos y naves laterales. Se cerraba con una bóveda de cañón con una cúpula octogonal en el crucero y una semicúpula heptagonal en cuarto de esfera sobre el ábside. En el siglo XIV se le añadió el campanario y entre el XV y el XVIII un nuevo tramo (junto con su tramo transversal) en el lado norte de la nave principal.
En la decoración interior destacaba el altar de San Lázaro del siglo XV, esculpido en mármol de Carrara por el escultor croata Franjo Vranjanin (conocido como Francesco Laurana[[]]) entre 1475 y 1481. Se encontraba en el brazo norte del transepto que presentaba una arquería de estilo renacentista (una de las primeras vistas en Francia). Dentro de la capilla dedicada a Saint-Sérénus podía verse un relicario de mármol del siglo XIII con un bajorrelieve de loza « La mise au tombeau » de Jesús siendo descendido de la Cruz atribuido al taller del escultor italiano Luca Della Robbia (finales del siglo XV-principios del siglo XVI).
En 1840 fue clasificada como monumento histórico lo que no evitaría que se acordara su destrucción pocos años más tarde para dar paso a la nueva catedral. Esta decisión, tomada en 1852, motivó las protestas de la Sociedad francesa para la conservación de monumentos y fuertes presiones de la opinión pública que un año más tarde conseguiría finalmente indultar las partes que no habían sido aún derribadas por las obras (el coro y una nave lateral). Amputada de dos de sus naves perdió el carácter catedralicio y se convirtió en iglesia parroquial a partir de la inauguración de la nueva catedral. Seguiría siendo un lugar de culto hasta los años 50. Actualmente está cerrada por restauración.

### La nueva Mayor
La construcción de Sainte-Marie-Majeure entre 1852 y 1893 supuso romper una racha de dos siglos sin construir nuevas catedrales en territorio francés. Además por sus dimensiones (comparables a la Basílica de San Pedro de Roma) se la considera como una de las mayores obras religiosas construidas después de la Edad Media. El nuevo edificio debía acoger hasta 3 000 fieles y estar a la altura de Marsella (que conocida como la porte de l’Orient era por aquel momento la segunda ciudad y el principal puerto de Francia). Para ello fue necesario el sacrificio de dos naves de la catedral de Notre-Dame (la Vieja Mayor).
La decisión de su construcción fue tomada por Monseñor Eugène de Mazenod quien siguiendo las pautas del concordato solicita permiso a las autoridades civiles. Fue el propio príncipe-presidente Napoleón III quien pondría la primera piedra el 26 de septiembre de 1852. Los sucesivos arquitectos acuerdan otorgar al edificio una arquitectura historicista, donde la alternancia de piedras blancas y verdes, los mosaicos y cúpulas le dan un estilo bizantino que se conjuga con elementos góticos y románicos.

## Arquitectura

### Construcción
La planta de cruz latina fue concebida por el arquitecto francés Léon Vaudoyer siguiendo el estilo románico-bizantino ya puesto en práctica en la también marsellesa Notre-Dame de la Garde. Perfeccionado con la experiencia de la anterior construcción y con mayores aires dadas las dimensiones de la catedral en la Nueva Mayor conviven campanarios y cúpulas al estilo de Notre-Dame des Doms de Aviñón, alternando así referencias al Oriente y el Occidente, supuestamente unidos a través del puerto de Marsella y presentes en la fundación de la ciudad (de origen fenicio).
Tras la muerte de Vaudoyer en 1872 fue su colaborador Henri-Jacques Espérandieu quien le sucede, levantando los armazones de madera y las cúpulas. Fallecido dos años más tarde sería Henri Antoine Révoil quien terminaría la obra, dedicándose especialmente a la decoración en compañía de los inspectores Errard, Mouren y Joly. Dentro de la misma (mosaicos, esculturas, bronces...) destacan además de los elementos bizantinos en mármol y pórfido ya señalados las cúpulas y balaustradas decoradas siguiendo la inspiración de las catedrales de Lucca y Siena.
Los materiales utilizados en la construcción fueron muy variados; como piedra verde de Florencia, mármol blanco de Carrara, piedras de Calissane y del Gard, onyx de Italia y Túnez o mosaicos venecianos.
La catedral sería entregada a monseñor Jean-Louis Robert el 30 de noviembre de 1893 para ser abierta al culto. Tres años después, el 24 de enero el papa León XIII la nombraría basílica menor, consagrándose el 6 de mayo de 1897.
Por su tamaño y estilo el conjunto arquitectónico de la catedral no tiene comparación en todo el siglo XIX. Se tardaron 40 años en terminarla e incluso hoy en día algunos detalles (como los revestimientos previstos para las cúpulas) no han sido concluidos.
En la actualidad y dentro del proyecto Euromediterráneo lanzado por las distintas instituciones para revitalizar las infraestructuras marsellesas está prevista la supresión del tráfico rodado frente a la Catedral y la creación de una explanada y un espacio público encargados al urbanista galo Bruno Fortier.

### Descripción y elementos
Dentro de este extraordinario conjunto arquitectónico destaca a primera vista un pórtico monumental flanqueado por dos torres seguido de una imponente nave principal en torno a la que se agrupan los santuarios. En total la catedral tiene un largo de 142 metros y su altura va de los 60 metros de las torres a los 20 de la nave central pasando por los 70 de la cúpula central de 17,70 metros de diámetro (la sexta más grande del mundo). En torno al coro se extiende un largo deambulatorio que da acceso a las luminosas capillas.

#### El pórtico
Las distintas partes del edificio se establecen fácilmente a la vista de las fachadas exteriores y sus distintos volúmenes y alturas (además separadas por medio de torrecillas). Las fachadas exteriores e interiores alternan bandas policromas en piedra de Cassis y mármol verde de Florencia para el exterior y colores cálidos para el interior. Esta alternancia de piedras y mármoles de distintos colores es una de las características que hacen única a la Mayor.
La fachada exterior está flanqueada de dos torres coronadas con sendas cúpulas. Sobrepasando la bóveda del porche que la precede hay una galería en arquitrabe que une las dos torres. Ordenadas sobre los soportales podemos ver una serie de siete grandes estatuas representando a Cristo rodeados de los apóstoles Pedro y Pablo, así como Lázaro (quien habría sido según la leyenda el primer obispo de Marsella) y sus compañeros (su hermana Marta, Maximin, María Magdalena) santos legendarios de Provenza. En la anteiglesia se alza la estatua de Monseñor de Belsunce, quien se hizo famoso durante la última epidemia de peste vivida en Francia (la peste de Marsella en 1720).
La bóveda del porche está revestida de mosaicos azul y oro inspirados en el mausoleo de Gala Placidia en Rávena. Las caras interiores del porche están ocupadas por estatuas monumentales de los santos obispos primigenios de Marsella agrupados de tres en tres.
El tímpano es coronado por una triple arquería en arquivolta con un rosetón en el centro acompañado de un mosaico que representa las ciudades de Jerusalén y Belén. Los tímpanos de las puertas están esculpidos en mármol mostrando en el centro La Coronación de la Virgen (de Guillaume), al este El símbolo de la Resurrección y al oeste El Agnus Dei y la Fuente de la Vida (de Brémond).

#### La nave
La nave principal se compone de tres naves (una central y dos secundarias). Está recubierta de bóvedas de crucería y por cinco cúpulas sobre el crucero y el coro. La elevación se controla por abundantes columnas de mármol sostenidas por pilares donde la piedra y el mármol alternan sus tonos rojo y ocre. Se iluminan en grupos de tres por vidrieras de motivos no figurativos. Las naves laterales, contienen tribunas sostenidas por una triple arquería que reposa sobre columnas de un solo bloque de pórfido con capiteles de mármol esculpidos con motivos florales. Las balaustradas de mármol soportan candelabros de bronce. Destacan por su originalidad los mosaicos multicolores de la escuela veneciana que decoran el suelo. Así mismo es digno de admiración en la tercera nave el grupo escultórico realizado por Auguste Carli que representa la escena del Vía Crucis del paño de la Verónica.

#### El transepto
La nave transversal de 50 metros de largo completa los brazos de la cruz junto a la principal. A través de unos escalones permite acceder al deambulatorio que separa el coro de las grandes capillas laterales. En su centro se encuentra el crucero donde cuatro arcos monumentales sostienen la cúpula central de plano octogonal. Los ocho muros son iluminados por ventanas geminadas por la cimbra emplazadas en arcos sustentados por columnas con capiteles esculpidos coronados por un rosetón que reparte la luz desde una altura de 60 metros.
En cada brazo del transepto la entrada de cada capilla lateral es acompañada de una cúpula menor. Los cuatro ángulos formados por cada uno de los pilares principales albergan estatuas monumentales representando los cuatro evangelistas, obra del escultor marsellés Louis Botinelly.

#### Los santuarios
Siete escalones por encima del transepto se encuentran los santuarios. En el centro de los mismos vemos el altar mayor realizado en mármol de Carrara y decorado con mosaicos de Henri Antoine Révoil y protegido por un baldaquino con cúpula de bronce sostenido por cuatro columnas de ónice de Túnez regalo del marmolista y escultor Jules Cantini. El altar se encuentra en un espacio iluminado por el presbiterio y amueblado con las sillas del coro y el órgano.
A la izquierda se accede a la capilla dedicada al Sagrado Corazón y a la derecha a la de San Lázaro, usada para el culto dominical por los fieles del barrio.

#### El deambulatorio
Rodea el santuario y comunica las seis capillas absidiales, dos de las cuales presentan su misma decoración en mármoles policromáticos y revestimiento de mosaicos. En su mitad da acceso a la capilla axial que constituye en sí misma un edificio autónomo con su nártex, su nave y su ábside cubierto por una cúpula ornamentada con bustos de ángeles. Inicialmente dedicada a la Virgen esta capilla acoge actualmente la tumba de San Eugenio de Mazenod, obispo de Marsella y fundador de los Misioneros Oblatos de María Inmaculada, canonizado por Juan Pablo II el 3 de diciembre de 1995.

## Procesión del 15 de agosto
Cada año la catedral es escenario de una tradición popular de fuerte raigambre traída desde el sur de Italia. Se trata de una procesión mariana con motivo de la fiesta de la Asunción. La Virgen dorada sale de la Mayor y recorre en brazos de un grupo de hombre las calles del cercano barrio del Panier en medio de una multitud de fieles que la acompañan en todo el trayecto. A su paso la gente trata de entregarle mensajes, deposita rosarios, presenta a los niños o intenta tocar con pañuelos su manto dorado (los pañuelos se conservan luego como elementos de protección hasta el 15 de agosto siguiente).

## Galería de fotos

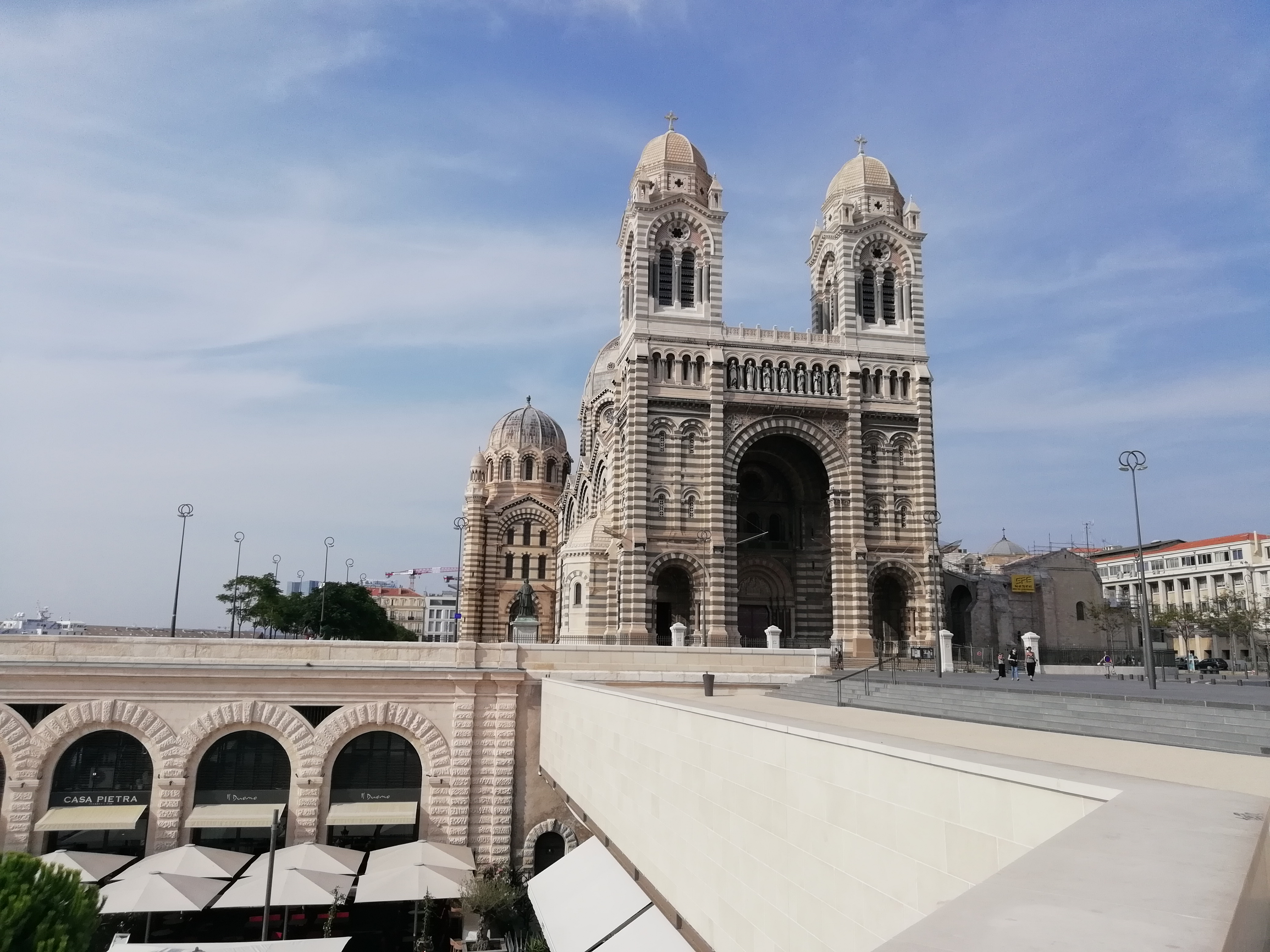
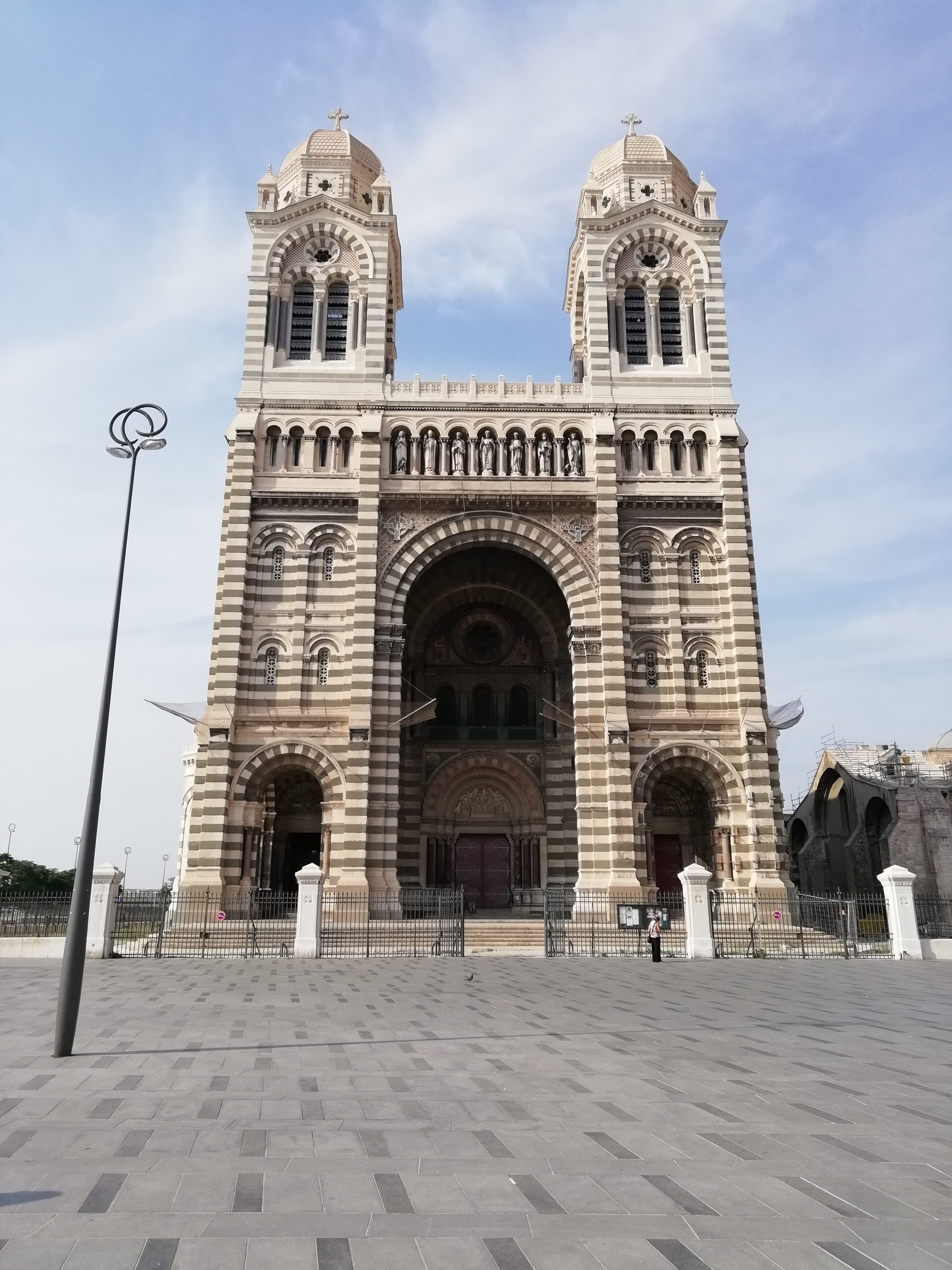